# Clara City
Clara City – miasto w Stanach Zjednoczonych, w stanie Minnesota, w hrabstwie Chippewa.